# Chengjiang
Chengjiang (kineski: 澂江县 ili 澄江县; pinyin: Chéngjiāng; čita se "Čengđijang") je općina u županiji Yuxi, nešto sjevernije od jezera Fuxian, pokrajina Yunnan, jugozapadna Kina. Općina ima površinu od 804 km² i oko 146.293 stanovnika (180/km²).
Mjesto je najslavnije po 512 hektara brdovitog područja (tzv. "Maotianshan šel") u kojemu su pronađeni najpotpuniji fosili (čak i okamenjeno meko tkivo pored potpunih kostura, kao što se vidi na slici nematomorpha Maotianshania cylindrica desno) ranokambrijskog pomorskog života izvanredne bioraznolikosti beskralježnjaka i kralježnjaka.
Na ovom nekad kompleksnom pomorskom ekosustavu pronađeno je najmanje 16 koljena (kao što su: Porifera, Priapulida, Brachiopoda, Chaetognatha, Cnidaria, Ctenophora, Echinodermata, Hyolitha, Nematomorpha, Phoronida, Protista i Chordata) i brojne tajanstvene skupine (kao što su Yunnanozoon lividum, Haikouella lanceolata i Vetulicola) kao i 196 vrsta, što svjedoči o izvanredno brzom razvrstavanju života na Zemlji prije 530 milijuna godina kada su nastale gotovo sve današnje skupine životinja, tzv. Kambrijska eksplozija.
Kako za znanstvenike predstavlja jedinstven paleobiološki prozor, fosilni lokaliteti Chengjianga su upisani na UNESCO-ov popis mjesta svjetske baštine u Aziji 1. srpnja 2012. godine.
- Haikouella lanceolata
- Naraoia taijiangensis
- Heliomedusa orienta
- Leanchoilia illecebrosa

## Vanjske poveznice
- Službene stranice općine Chengjiang
- S.K. Donovan, Book Review - The Cambrian Fossils of Chengjiang, China  Arhivirana inačica izvorne stranice od 22. listopada 2012. (Wayback Machine), In PalArch's Journal of Vertebrate Paleontology, 2006.